# Карпазіо
Карпазіо (італ. Carpasio, ліг. Carpaxe) — муніципалітет в Італії, у регіоні Лігурія, провінція Імперія.
Карпазіо розташоване на відстані близько 450 км на північний захід від Рима, 100 км на південний захід від Генуї, 17 км на північний захід від Імперії.
Населення — 170 осіб (2014).
Щорічний фестиваль відбувається 2 вересня. Покровитель — Sant'Antonino.

## Демографія
Населення за роками:

Станом на 31 грудня 2014 року в муніципалітеті офіційно проживали 22 іноземці з 6 країн, серед них 17 громадян країн Євросоюзу.

## Сусідні муніципалітети
- Боргомаро
- Моліні-ді-Трьора
- Монтальто-Лігуре
- Прела
- Реццо

## Міста-побратими
- Саорж, Франція (2006)